# ورنویل لئتنگ
ورنویل لئتنگ (به فرانسوی: Verneuil-l'Étang) یک کمون در فرانسه است که در Canton of Mormant واقع شده‌است.

## خصوصیات
ورنویل لئتنگ ۷٫۸۱ کیلومترمربع مساحت و ۳٬۰۹۶ نفر جمعیت دارد.